# Nguyễn Hải Bằng
Nguyễn Hải Bằng (1932–2019) là một sĩ quan cấp cao trong Quân đội nhân dân Việt Nam, hàm Trung tướng, từng giữ các chức vụː Tư lệnh Quân đoàn 29 thuộc Quân khu 2, Phó Tư lệnh Quân khu 2, Cục trưởng Cục Quân huấn, Giám đốc Học viện Quốc phòng.

## Thân thế sự nghiệp
Nguyễn Hải Bằng sinh năm 1932 tại xã Yên Lạc, huyện Duy Tiên, tỉnh Hà Nam.
Ông là Đảng viên Đảng Cộng sản Việt Nam, học hàm học vị Phó Giáo sư, Tiến sĩ.
Tháng 2 năm 1946, ông làm chiến sĩ liên lạc Đại đội Quyết tử Hà Nội.
Tháng 2 năm 1947, ông đảm nhiệm Tiểu đội phó Tiểu đội Liên lạc, Đại đội Quyết tử Hà Nội.
Tháng 3 năm 1948, ông đảm nhiệm Tiểu đội trưởng, Trung đội phó, Đại đội 16, Trung đoàn 64.
Tháng 5 năm 1950, ông là Học viên, cán bộ Trường Sĩ quan Lục quân.
Tháng 6 năm 1951, ông đảm nhiệm Trung đội trưởng, Đại đội 318, Tiểu đoàn 249, Trung đoàn 174, Sư đoàn 316.
Tháng 3 năm 1952, ông giữ chức Đại đội phó Đại đội 315; Đại đội trưởng Đại đội 317, Tiểu đoàn 249, Trung đoàn 174, Sư đoàn 316.
Tháng 6 năm 1954, ông giữ chức Tiểu đoàn phó Tiểu đoàn 438 rồi Tiểu đoàn trưởng Tiểu đoàn 439, Trung đoàn 98, Sư đoàn 316.
Tháng 9 năm 1955, ông phụ trách Tác chiến Trung đoàn 98, Sư đoàn 316.
Tháng 01 năm 1956, ông đi học Lớp bổ túc văn hóa, Tổng cục Chính trị.
Tháng 4 năm 1957, ông đi học tại Học viện Quân sự Trung Quốc.
Tháng 3 năm 1960, ông là Giáo viên Học viện Quân sự.
Tháng 12 năm 1964, ông được bổ nhiệm giữ chức Phó trưởng phòng Quân huấn; Quyền Trưởng phòng Quân huấn, Cục Tham mưu, Mặt trận B2.
Tháng 2 năm 1970, ông đảm nhiệm chức Tham mưu trưởng; Phó Sư đoàn trưởng Sư đoàn 7.
Tháng 3 năm 1974, ông đi học nâng cao tại Học viện Quân sự.
Tháng 12 năm 1974, ông được bổ nhiệm giữ chức Sư đoàn trưởng Sư đoàn 316.
Đầu năm 1975, ông và ông Đàm Văn Ngụy chỉ huy Sư đoàn 316 bí mật hành quân bằng xe cơ giới vào chiến trường Tây Nguyên, làm mũi chủ công tấn công Buôn Mê Thuột, mở màn Chiến dịch Tây Nguyên.
Trong Chiến dịch Hồ Chí Minh, ông chỉ huy sư đoàn phụ trách mũi tấn công Trảng Bàng, Củ Chi, chiến đấu trong đội hình của Quân đoàn 3, Quân đội nhân dân Việt Nam.
Tháng 12 năm 1976, ông tiếp tục đi học cao cấp tham mưu tại Học viện Quân sự Cao cấp (nay là Học viện Quốc phòng).
Tháng 1 năm 1978, ông được điều về giữ chức Sư đoàn trưởng Sư đoàn 316, Quân khu 2 rồi giữ chức Tham mưu trưởng đầu tiên của Quân khu 2.
Tháng 8 năm 1979, ông được phân công giữ Quyền Tư lệnh rồi Tư lệnh Quân đoàn 29, Quân khu 2.
Tháng 9 năm 1985, ông được cử đi học tại Liên Xô.
Tháng 4 năm 1986, ông được bổ nhiệm giữ chức Tư lệnh Quân đoàn 29 sau đó giữ chức Phó Tư lệnh Quân khu 2.
Tháng 12 năm 1989, ông được bổ nhiệm giữ chức Cục trưởng Cục Huấn luyện chiến đấu (nay là Cục Quân huấn, Bộ Tổng Tham mưu).
Tháng 1 năm 1994, ông được bổ nhiệm giữ chức Phó Giám đốc Học viện Quân sự Cao cấp (nay là Học viện Quốc phòng).
Tháng 5 năm 1995, ông được phân công giữ Quyền Giám đốc Học viện Quốc phòng
Tháng 1 năm 1997, ông được bổ nhiệm giữ chức Phó Giám đốc Học viện Quốc phòng
Tháng 9 năm 2003, ông nghỉ hưu.
Ngày 17 tháng 3 năm 2019, ông từ trần.
Thiếu tướng (5.1984)
Trung tướng (12.1992)

## Khen thưởng
Huân chương Độc lập hạng nhì;
Huân chương Quân công hạng nhì, ba;
Huân chương Kháng chiến chống Pháp hạng nhì;
Huân chương Chiến thắng hạng nhì;
Huân chương Kháng chiến chống Mỹ, cứu nước hạng nhất;
Huân chương Chiến công hạng nhất;
Huân chương Chiến công hạng nhì;
Huân chương Chiến công hạng ba;
Huân chương Chiến công giải phóng hạng ba;
Huân chương Chiến sĩ giải phóng hạng nhất, nhì, ba;
Huân chương Chiến sĩ vẻ vang hạng nhất, nhì, ba;
Huy chương Quân kỳ quyết thắng;
Huy chương Vì sự nghiệp Giáo dục và Đào tạo;
Huy hiệu 65 năm tuổi Đảng;